# Graufalke
Der Graufalke (Falco ardosiaceus) ist ein afrikanischer Raubvogel aus der Familie der Falkenartigen (Falconidae). Seine nächsten Verwandten sind der Bindenfalke und der Schwarzrückenfalke; diese drei Arten werden zum Teil in das Subgenus Dissodectes platziert.

## Beschreibung
Der Graufalke ist ein relativ kleiner, stämmiger Falke mit einem großen, abgeflachten Kopf, schwerem Schnabel und ziemlich kurzen Flügeln, welche in Ruhe die Spitze des Schwanzes nicht erreichen. Die Länge des Vogels beträgt 28–33 cm mit einer Flügelspannweite von 58 bis 72 cm; er hat ein Gewicht bis zu 300 Gramm. Das Weibchen ist 4–11 % größer und 5–11 % schwerer als das Männchen. Das Gefieder von adulten Graufalken ist durchgehend dunkelgrau mit Ausnahme von dunkleren Flügelspitzen, schwach dunklen Streifen auf dem Körper und den leicht verzweigten Handschwingen. Die Füße und Nasenwachshaut sowie die kahle Haut um die Augen sind gelb. Die ähnlichste Art zum Graufalken ist der Schieferfalke; dieser hat einen rundlicheren Kopf, die Haut um das Auge ist weniger gelb und er besitzt längere Flügel, die bis zur Schwanzspitze reichen.
Juvenile Graufalken sind brauner als die Adulten, und die Nasenwachshaut sowie die Haut um die Augen sind grünlicher. Juvenile Schwarzrückenfalken sind ihnen sehr ähnlich, haben aber einen stärker verzweigten Schwanz und Unterschwingen.
Generell ist der Graufalke scheu und außerhalb der Brutzeit lautlos, hat aber einen schrillen, klappernden Ruf und einen rasselnden Pfiff.

## Habitat und Verbreitungsgebiet

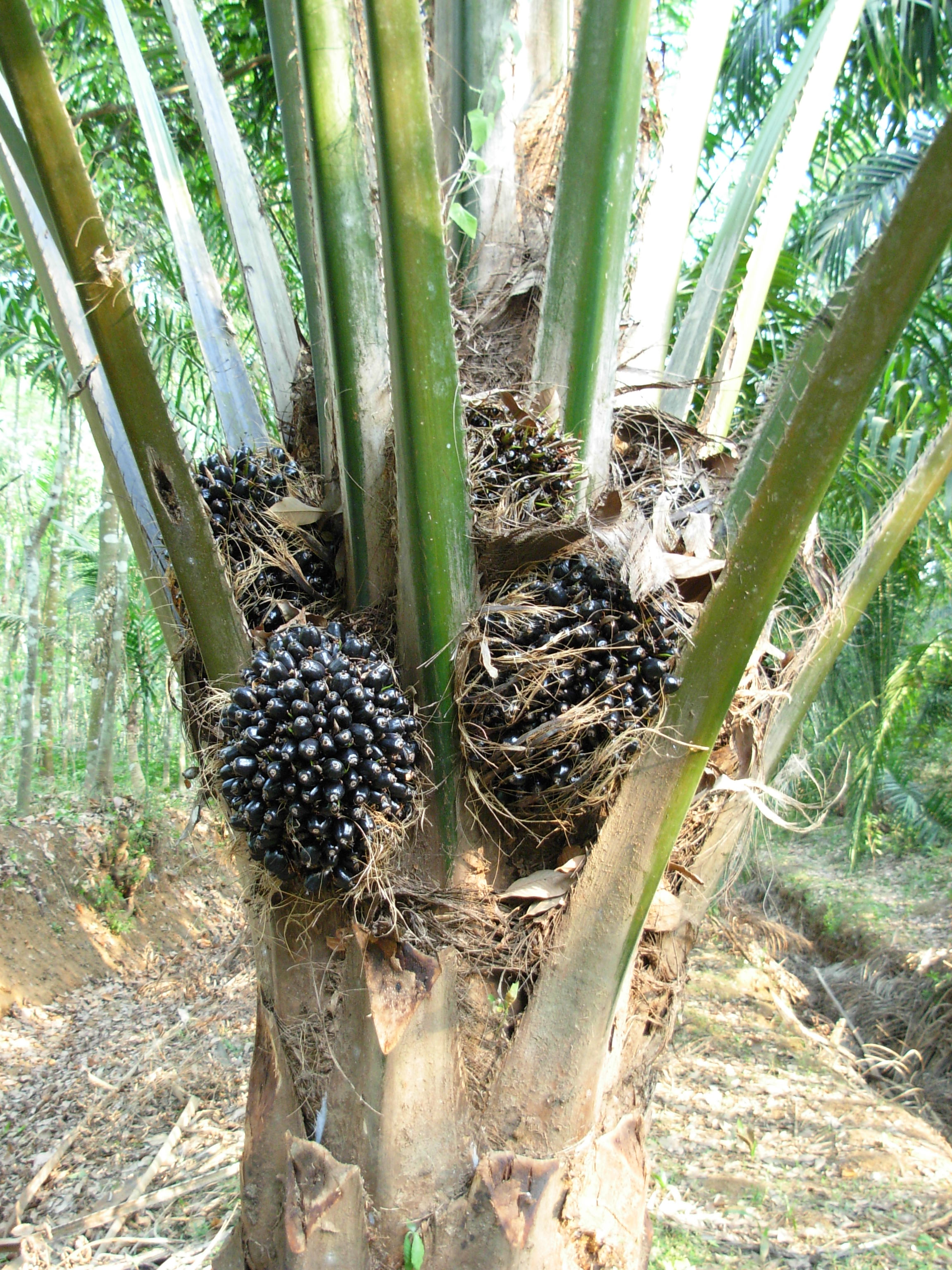
Palmnüsse

Der Graufalke bewohnt die Savanne, offene Wälder sowie Waldlichtungen. Er bevorzugt Gebiete mit Palmen und Ufern, dabei sitzt er oft auf freiliegenden Ästen, Telefonleitungsmasten und -drähten. Der Graufalke ist weit verbreitet in West- und Zentralafrika, fehlt aber in dicht bewaldeten Regionen wie dem Kongobecken. Sein Verbreitungsgebiet dehnt sich vom Osten Äthiopiens über den Westen von Kenia und Tansania aus. Im Süden erreicht der Graufalke nördliche Teile von Namibia und Sambia, nicht sesshafte Falken wurden auch in Malawi gesichtet. Das gesamte Verbreitungsgebiet erstreckt sich über 12 Millionen km2. Während der Regenzeit zieht er in Westafrika in Richtung Norden und während der Trockenzeit nach Süden.

## Verhalten
Der Graufalke ist ein temporaler Spezialist und am aktivsten während der Morgen- und Abenddämmerung. Meist jagt er von einem hohen Ast aus, aber gelegentlich auch in der Schwebe. Er ernährt sich hauptsächlich von Heuschrecken und kleinen Reptilien wie Eidechsen, Schlangen und Chamäleons sowie von Amphibien und Würmern. Zu seinen weiteren Nahrungsquellen gehören auch kleine Säugetiere wie Fledermäuse oder Vögel. Die Beute wird dabei meist am Boden gefangen. Der Graufalke ernährt sich gelegentlich auch von Ölpalmnüssen und ist somit einer der wenigen Raubvögel, für den pflanzliche Kost eine Rolle spielt.
Bei der Balz vollbringt das turtelnde Paar einen gemeinsamen aufsteigenden Flug. Normalerweise werden die Eier dann in ein unbewohntes Hammerkopf-Nest gelegt; manchmal werden aber auch Hammerköpfe verdrängt. Teilweise benutzen die Graufalken auch Nester von anderen Vögeln oder Baumhöhlen. In einem Gelege befinden sich zwei bis fünf Eier. Diese sind weißlich mit rötlichen oder bräunlichen Mustern und werden 26 bis 31 Tage bebrütet. Das Brüten des Geleges findet im Norden seines Verbreitungsgebietes von März bis Juni statt und von August bis Dezember im Süden. Die Jungvögel werden nach ungefähr 30 Tagen flügge.

## Gefährdung
Der Graufalke befindet sich nicht auf der Roten Liste der IUCN und ist bis heute eine ungefährdete Art.

## Etymologie und Forschungsgeschichte
Louis Pierre Vieillot beschrieb den Graufalken unter dem heutigen Namen Falco ardosiaceus. Das Typusexemplar stammte aus dem Senegal. Carl von Linné hatte bereits 1758 den Gattungsnamen Falco für zahlreiche Arten eingeführt. Der Name leitet sich von den griechischen Wörtern »arkhos, arkhō αρχος, αρχω« für »Anführer, beherrschen« bzw. später vom lateinischen »falco, falconis, flectere« für »Falken, krümmen« ab. Der Artnamen »ardosiaceus« ist das lateinische Wort für »schieferfarben«.